# Diepholz (stad)
Diepholz is een stad en gemeente in de Duitse deelstaat Nedersaksen, gelegen in het Landkreis Diepholz. De stad telde op de peildatum van de meest recente statistiek 17.152 inwoners.

## Geografie
Diepholz heeft een oppervlakte van 104,45 km² en ligt in het noorden van Duitsland, en wel in Nedersaksen.
De gemeente ligt in een vlak, grotendeels venig, van oorsprong onvruchtbaar deel van de Noord-Duitse Laagvlakte. 
Door Diepholz stroomt een beek met de naam Lohne. Dit is een zijriviertje van de dicht langs de westkant van Diepholz noordwaarts stromende Hunte, een zijrivier van de Wezer.

## Ligging, verkeer, vervoer
- Auto: Diepholz is een knooppunt van regionale wegen (Bundesstraßen):
  - de B 214 westwaarts naar Steinfeld (13 km) en dan 7 km verder naar Holdorf en daar op-/afrit 66 van de Autobahn A1
  - de B 69 naar Vechta (15 km noordwaarts) en van daar naar Oldenburg, 50 km verderop
  - de B 51 noordoostwaarts naar Twistringen (30 km) en verder richting Bremen
  - de B 214 oostwaarts naar Sulingen, 32 km met aftakking de B 239 zuidwaarts naar Rahden (32 km vanaf Diepholz)
  - de B 51 zuidwaarts naar Lembruch aan het Dümmermeer (10 km)  en dan zuid- zuidwest naar Osnabrück, bijna 50 km van Diepholz
- Trein: Diepholz heeft een station aan de spoorlijn van Bremen naar Osnabrück v.v.. De spoorlijn naar Sulingen wordt alleen nog gebruikt voor goederenvervoer, met name van benzine en andere olieproducten van Exxon.

## Delen van de gemeente
Hoofdplaats is de "Kernstadt"  Diepholz (44,59 km²) onderverdeeld in diverse stadsdelen in engere zin; daarnaast, ten noorden en noordoosten van Diepholz-stad drie dorpen, die vroeger eigen gemeentes waren, namelijk:
- Aschen (32,01 km²) op de grens met buurgemeente Drebber, met in 2018 1.271 inwoners
- Sankt Hülfe (15,75 km²) met in 2018 923 inwoners
- Heede (12,12 km²) met in 2018 1.768 inwoners

## Economie
Belangrijkste werkgever in Diepholz is de Duitse luchtmacht (vliegbasis, logistiek centrum, helikopterbasis e.d.).
In Diepholz is een productielocatie gevestigd van ZF Friedrichshafen, waar auto-onderdelen worden gemaakt. De locomotievenfabriek SCHÖMA zetelt ook in Diepholz.
Daarnaast is er een in Duitsland bekend handelsbedrijf in biologische kruidenproducten, en verder nog een aantal kleinere bedrijven, met name in de metaalnijverheid, gevestigd.

## Historie
De naam Diepholz (Nederlands: Diepholt; plaatselijk Nederduits dialect: Deefholt) zou van : devern komen, het zelfde woord als Nederlands
daveren, grondbetekenis: trillen. De locatie zou namelijk oorspronkelijk in de nabijheid van met houtige gewassen begroeid trilveen zijn.
Diepholz, dat in 1380 stadsrechten verkreeg, deelde vanaf de middeleeuwen de historische lotgevallen van het oude, in de 11e eeuw als de Thefholte vermelde, Graafschap Diepholt. In de stad staat een gebouw met de naam Münte; mogelijk werden hier de munten van het graafschap Diepholz geslagen. Een aantal van deze oude munten is in historische muntverzamelingen bewaard gebleven. Ze vertonen het  wapen van Diepholz, en vermelden de naam van de graaf alsmede de herkomst: MONETA DEPHOLT betekent: geslagen in Diepholz; MONETA WESTER betekent: geslagen in Wester, tegenwoordig Mariendrebber, gemeente Drebber.
In 1934 werd voor de Luftwaffe op 1,5 km ten zuidwesten van Diepholz een Fliegerhorst (militair vliegveld) aangelegd. Dit was tijdens de Tweede Wereldoorlog voor de geallieerden aanleiding, de stad herhaaldelijk te bombarderen, waardoor zware oorlogsschade ontstond.
Na 1945 werd de Fliegerhorst door de Royal Air Force, en daarna weer door de Duitse luchtmacht in gebruik genomen. 
Het militaire vliegveld is tot op heden nog in gebruik. Het heeft ICAO-code ETND en is uitgerust met een 1283 m lange start- en landingsbaan. Van 1975 tot 2000 mocht de plaatselijke hobby-vliegclub het veld gebruiken voor vluchten met Cessna's en andere sport- en hobbyvliegtuigen. Na 2000 heeft de hobby-vliegclub dichtbij de Fliegerhorst een eigen faciliteit gekregen.
Diepholz zelf onderging kort na de oorlog een forse stadsuitbreiding. Om Heimatvertriebene, Duitse emigranten uit o.a. Silezië, te kunnen huisvesten, moesten barakken en daarna nieuwbouwwijken gebouwd worden.
De bewoners voelden zich van oudsher sterker verbonden met Hannover dan met de dichterbij gelegen en sneller te bereiken steden Oldenburg en Bremen. Inwoners van Diepholz, die elders werken of studeren wilden, zochten hun mogelijkheden eerst in Hannover. Dit werd door de overheid als ongewenst gezien. In 1994 werd tussen vier gemeenten in de regio een afspraak voor intensieve samenwerking op allerlei gebied gesloten: Diepholz, Damme, Lohne en Vechta.
In 2013 was Diepholz het toneel van een hoax: op zolder bij de tandarts  zou een in 1950 geïmporteerde Egyptische mummie zijn gevonden. Serieuze wetenschappers in diverse disciplines, en zelfs rechercheurs verrichtten grondig en kostbaar onderzoek aan de "vondst" die, zoals velen direct al dachten, niet echt bleek. De (wel echte) mensenschedel kwam uit een medisch onderzoeksinstituut.

## Bezienswaardigheden, cultuur, evenementen
- Het kasteel van Diepholz dateert deels al uit de 10e eeuw. Uit  de 10e- 12e eeuw dateert de dikke, ronde toren die het markantste bouwwerk van Diepholz is. De rest van het kasteel werd diverse malen verwoest, in 1660 in opdracht van de toenmalige landheer, hertog Christiaan Lodewijk van Brunswijk-Lüneburg, herbouwd en daarna nog diverse malen gerenoveerd. In de 19e eeuw diende het kasteel o.a. als gerechtsgebouw.
- Het voormalige kasteel Rittergut Falkenhardt (begin 17e eeuw), ten noorden van het centrum, is een markant gebouw. Het is als locatie voor festivals, concerten en andere evenementen in gebruik.
- De in 1802 voltooide  evangelisch-lutherse St. Nikolauskirche (Sint-Nicolaaskerk)
- Appletree Garden Festival, jaarlijks openlucht pop- en rockfestival (eind juli of begin augustus) met hoofdzakelijk Noord-Duitse artiesten
- Streekmusea in Diepholz zelf (in het kasteel) en in het Stadtteil Aschen
- Stadsdeel Heede: klein particulier techniekmuseum met verzamelingen oude radio's  en strijkijzers
- 10 km zuidwaarts ligt Lembruch in natuurpark Dümmer aan het meer Dümmersee, met watersportmogelijkheden.
- In toenemende mate hecht men waarde aan de vele veengebieden rondom Diepholz. Zo zijn er in de periode na 2015 wandelroutes uitgezet, waarbij ook knuppelpaden door het veen zijn aangelegd.
- Het oude raadhuis is in de stijl van het  historisme gebouwd in het jaar 1904. Deze bouwstijl is de typische Pruisische architectuurvorm van overheidsgebouwen van rond 1900. Ze doet ietwat denken aan de in dezelfde tijd door C.H. Peters in Nederland uitgewerkte postkantoorstijl.
- In de stad zijn vooral tussen 1984 en 1992 veel moderne kunstwerken van regionaal bekende beeldhouwers in de openbare ruimte opgesteld.

## Belangrijke personen in relatie tot de stad

### Geboren
- Georg Moller (1784-1852), architect, ontwierp o.a. het Staatstheater in Mainz, en in 1822 de St.Ludwigskirche en andere gebouwen in Darmstadt, waar hij ook overleed.
- Fritz Klatte (1880-1934), chemicus

## Afbeeldingen

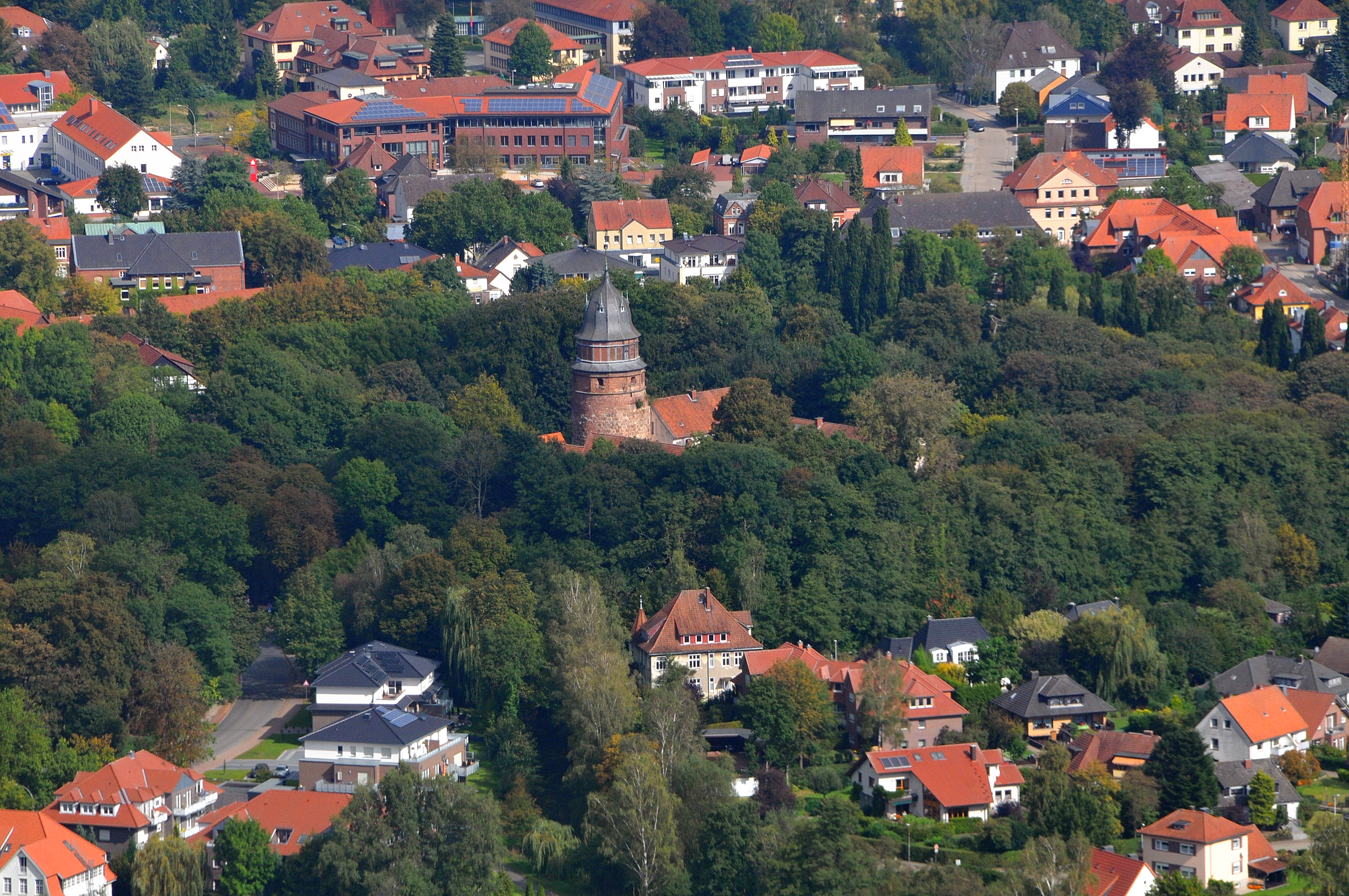
Diepholz vanuit de lucht; in het midden het kasteel
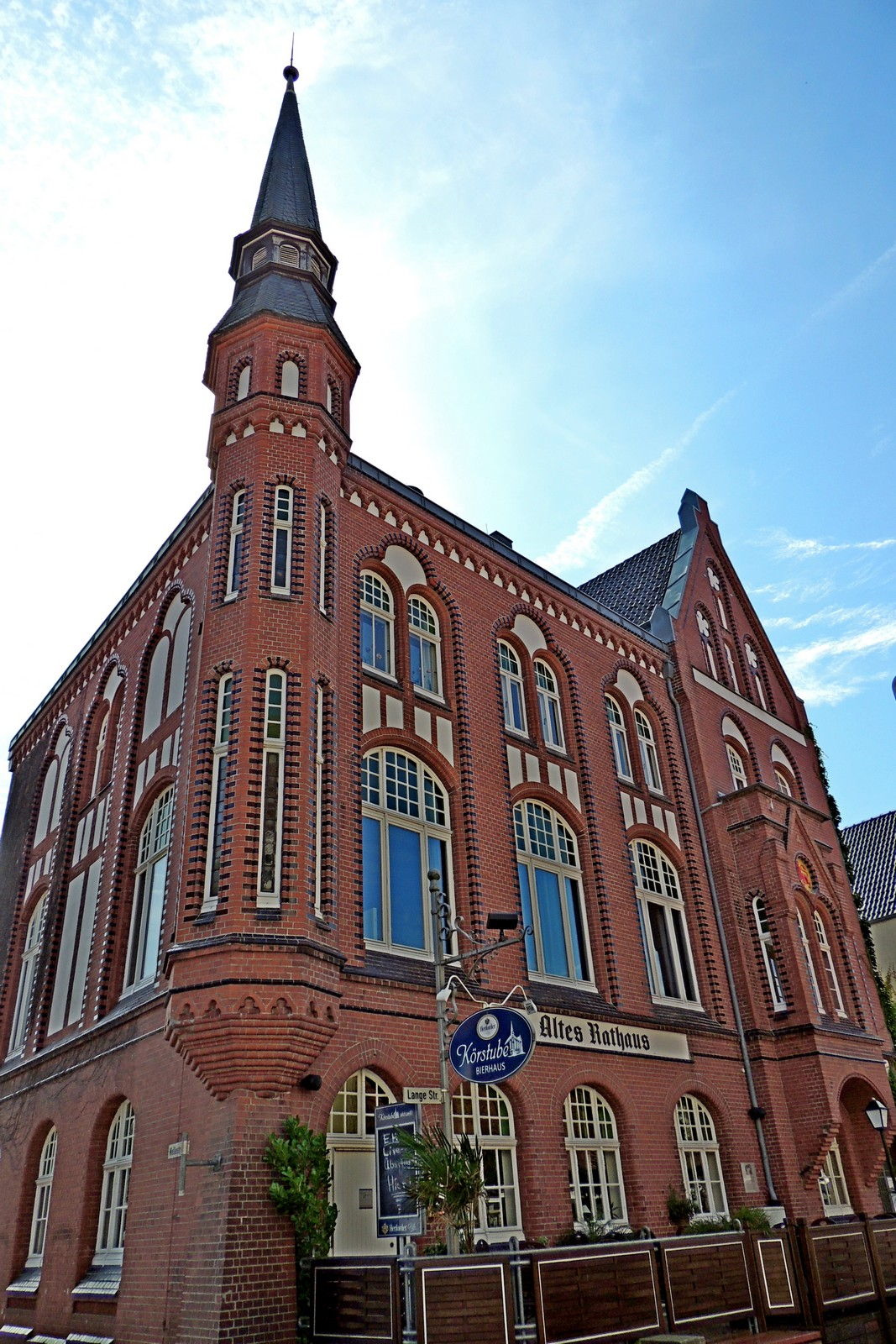
Het oude raadhuis aan de Lange Straße (1904)
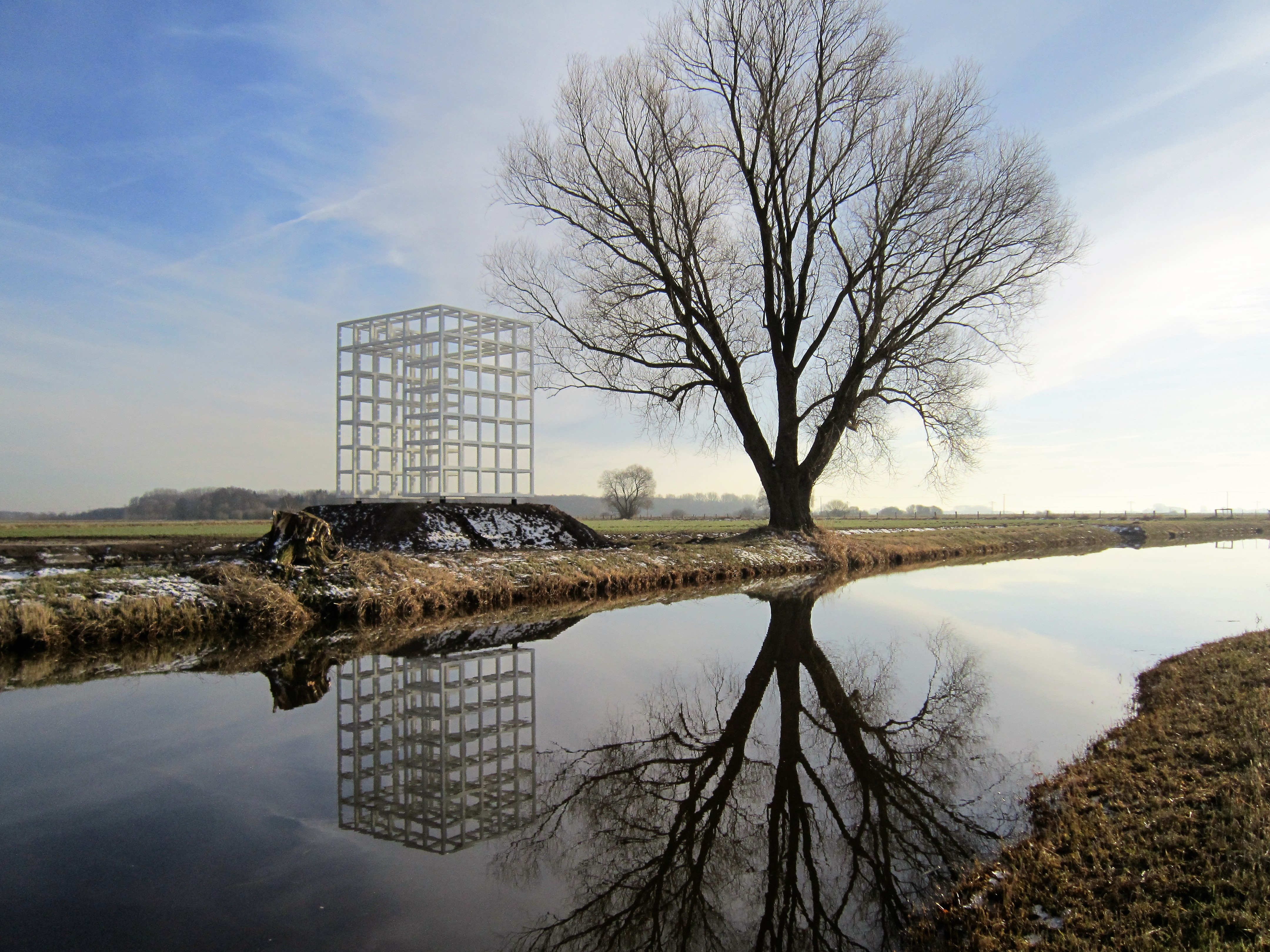
Kunstwerk aan de Hunte langs de beeldenroute ten Z. van Diepholz
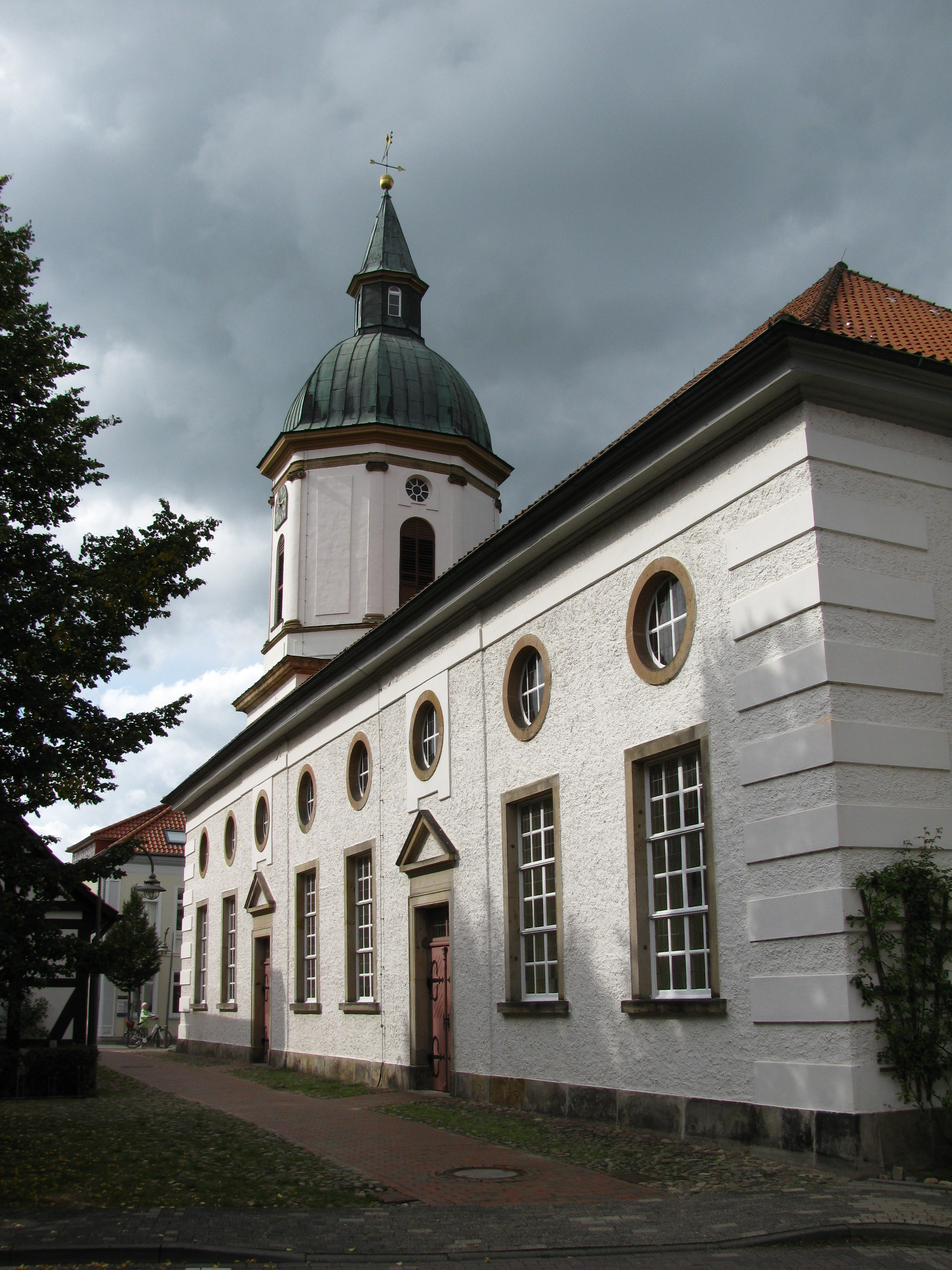
St.-Nicolaaskerk in Diepholz (1802)
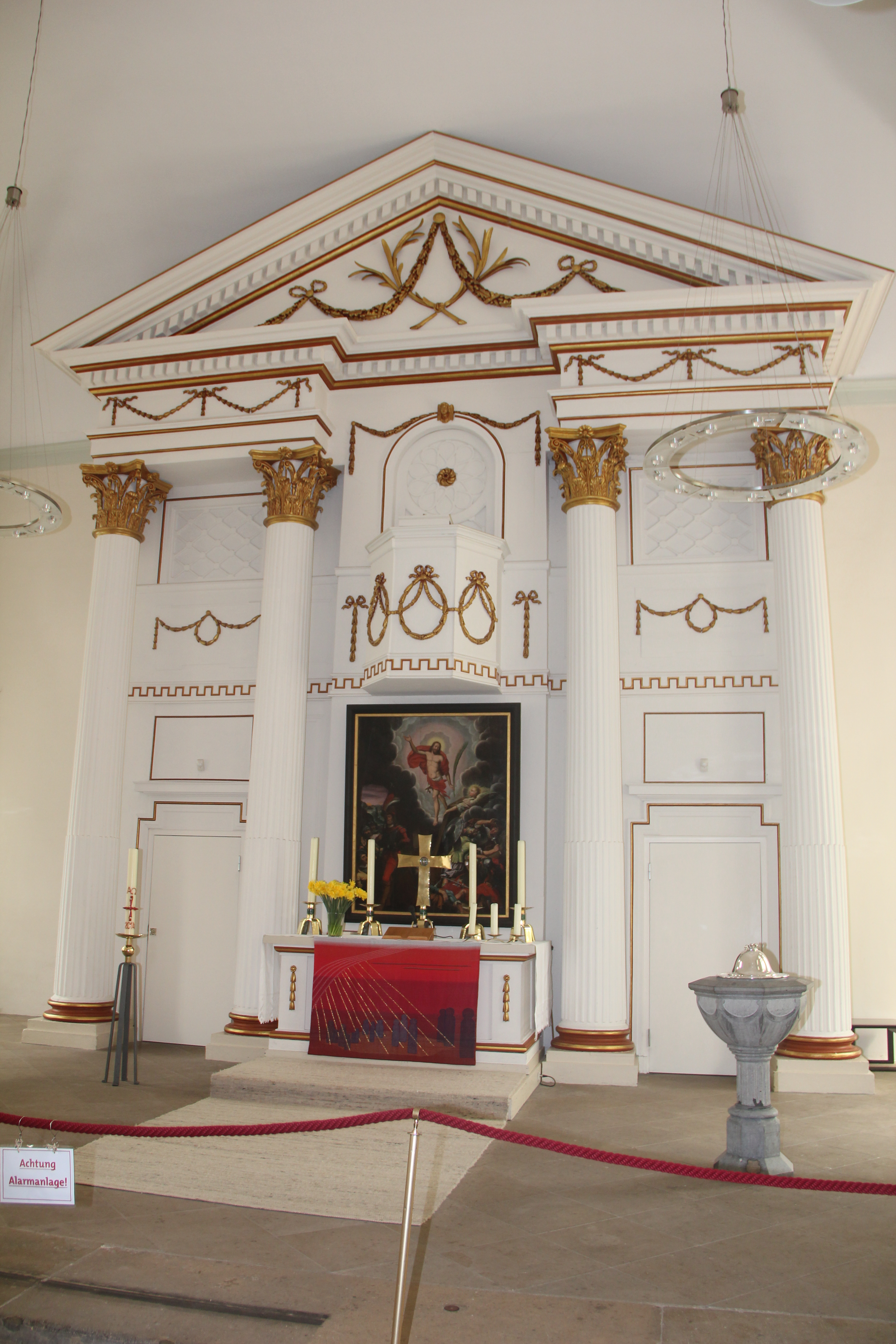
Altaar in de St.-Nicolaaskerk
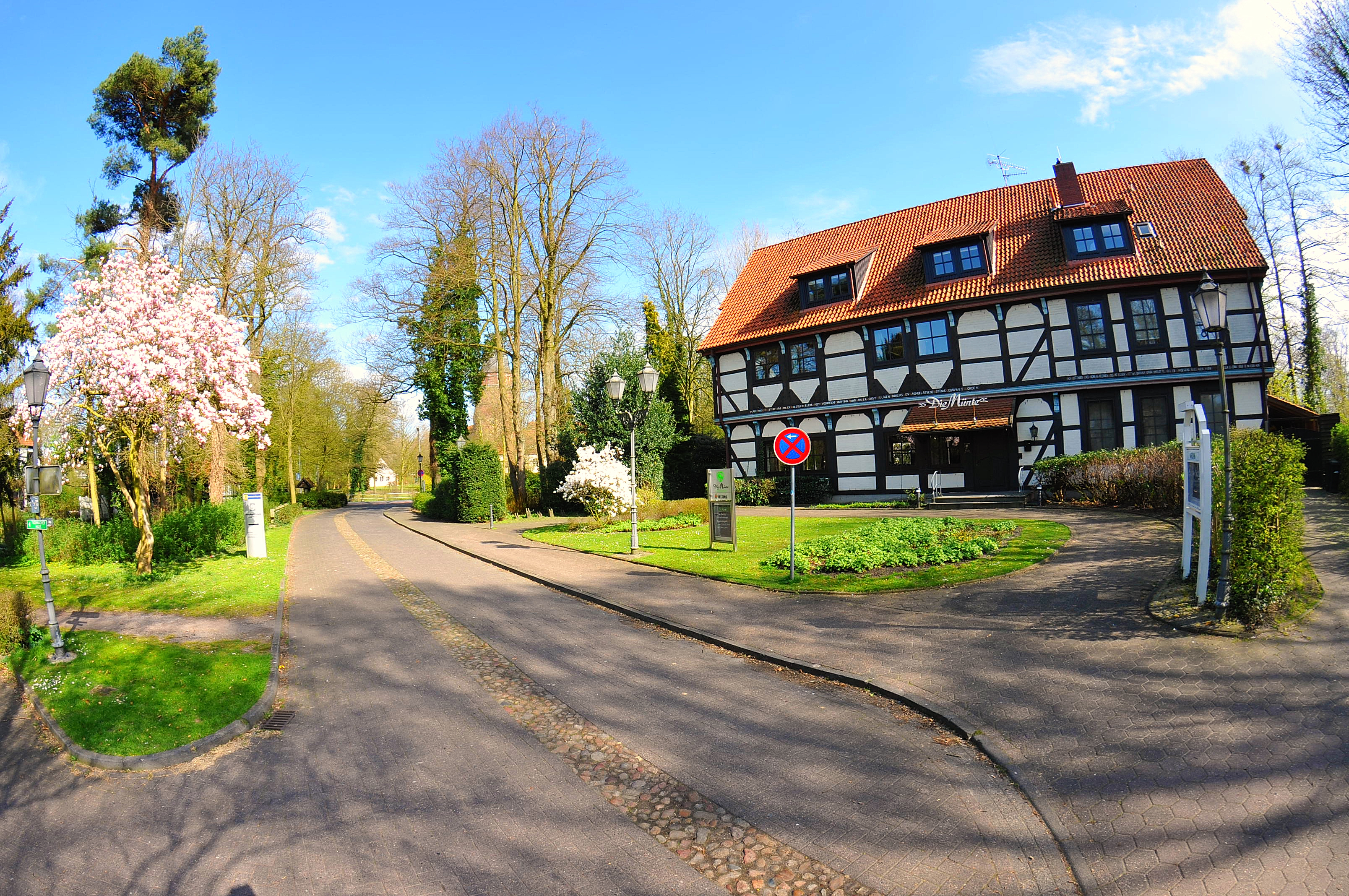
Gebouw Münte in Diepholz, thans muziekschool en jongerencentrum
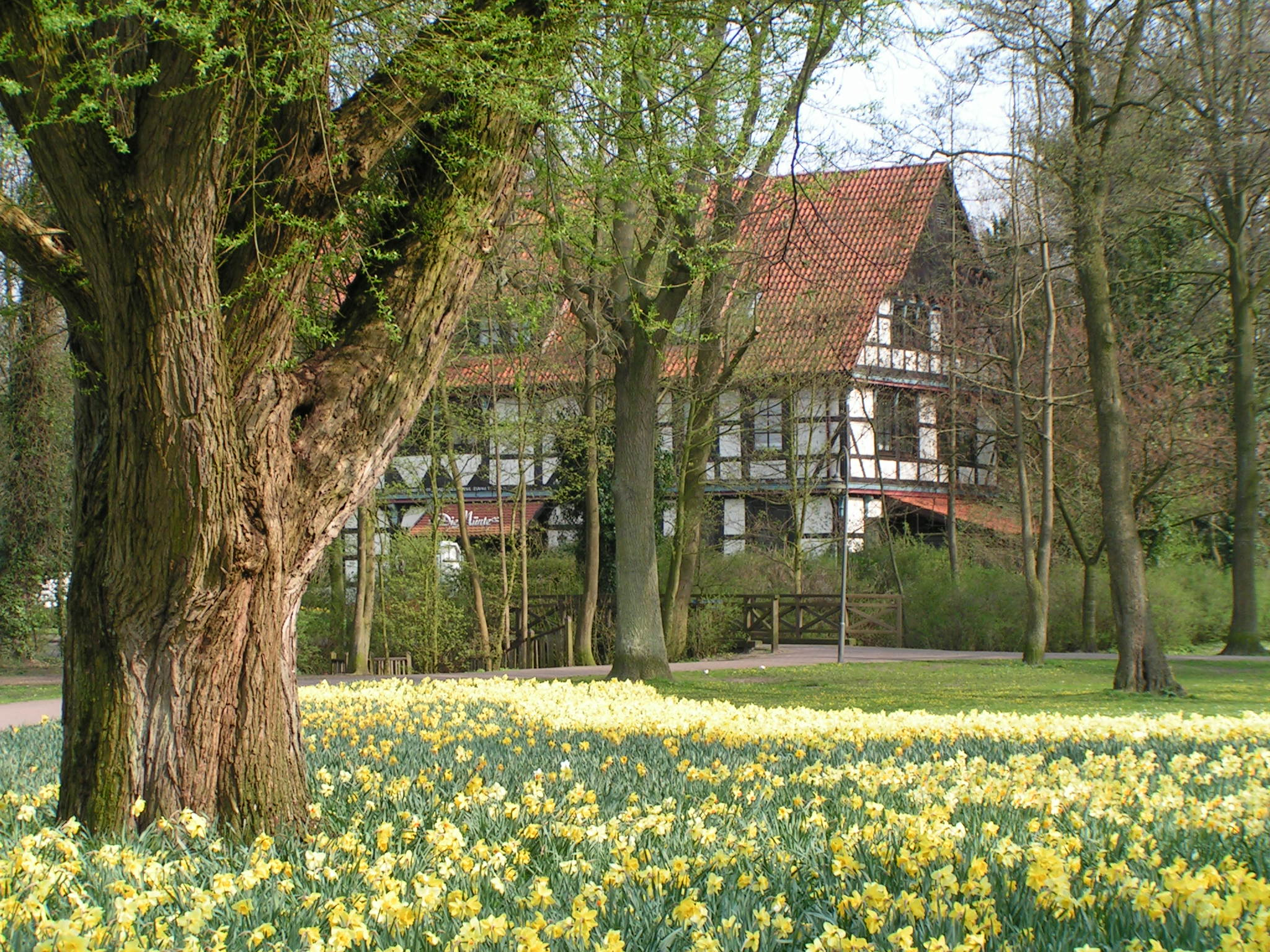
Müntepark, stadspark bij de Münte
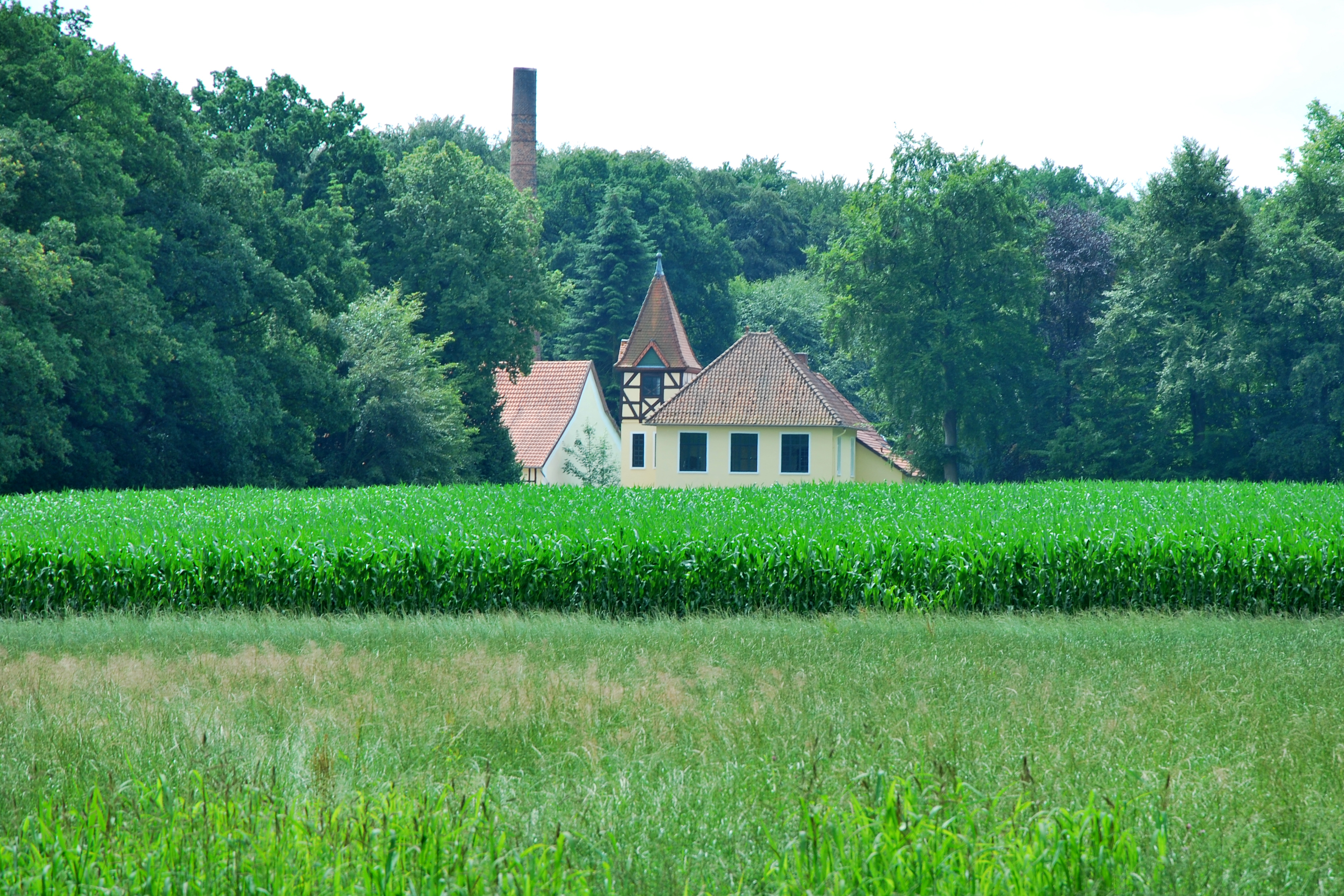
Voormalig kasteel Rittergut Falkenhardt
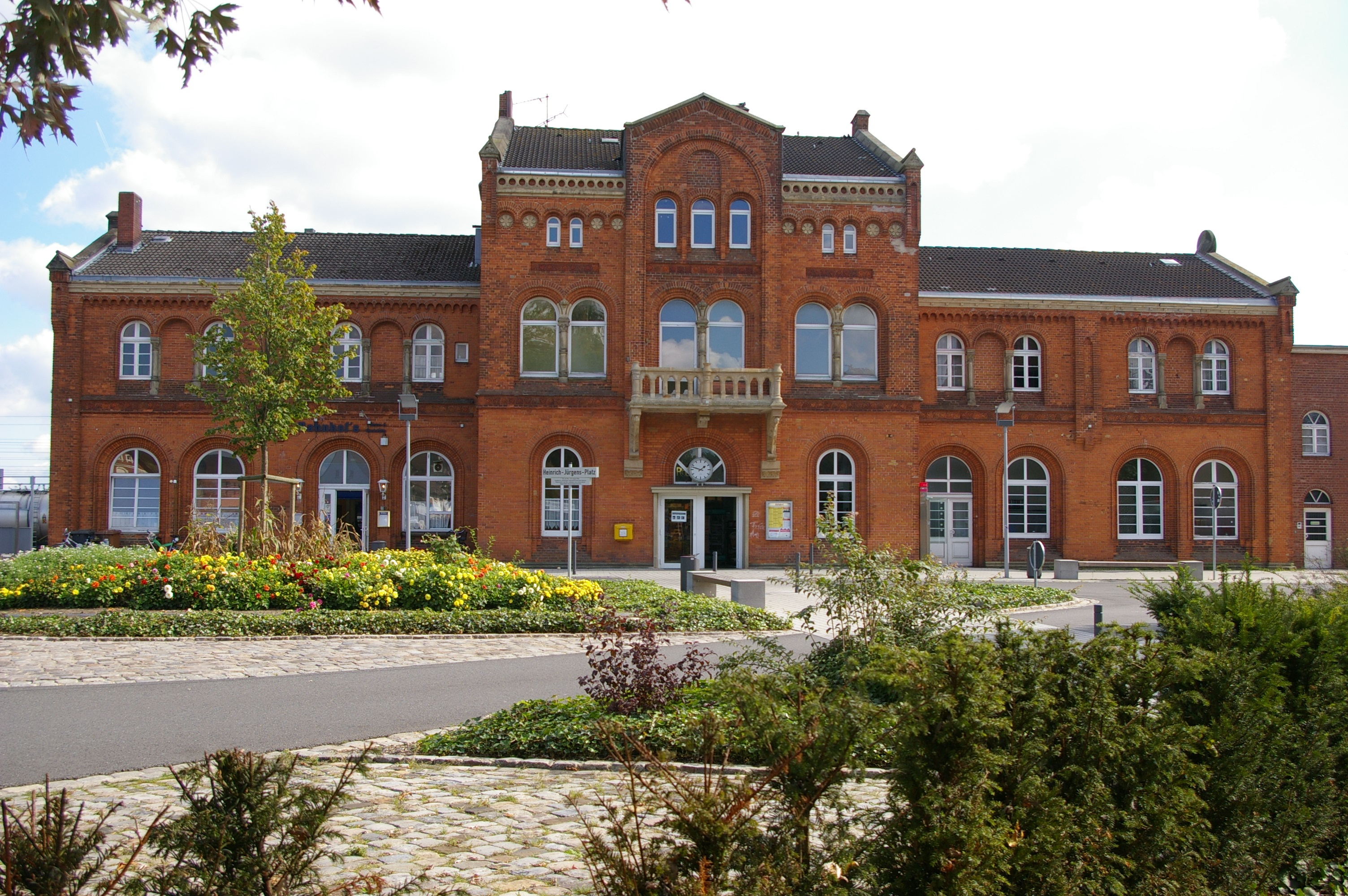
Station
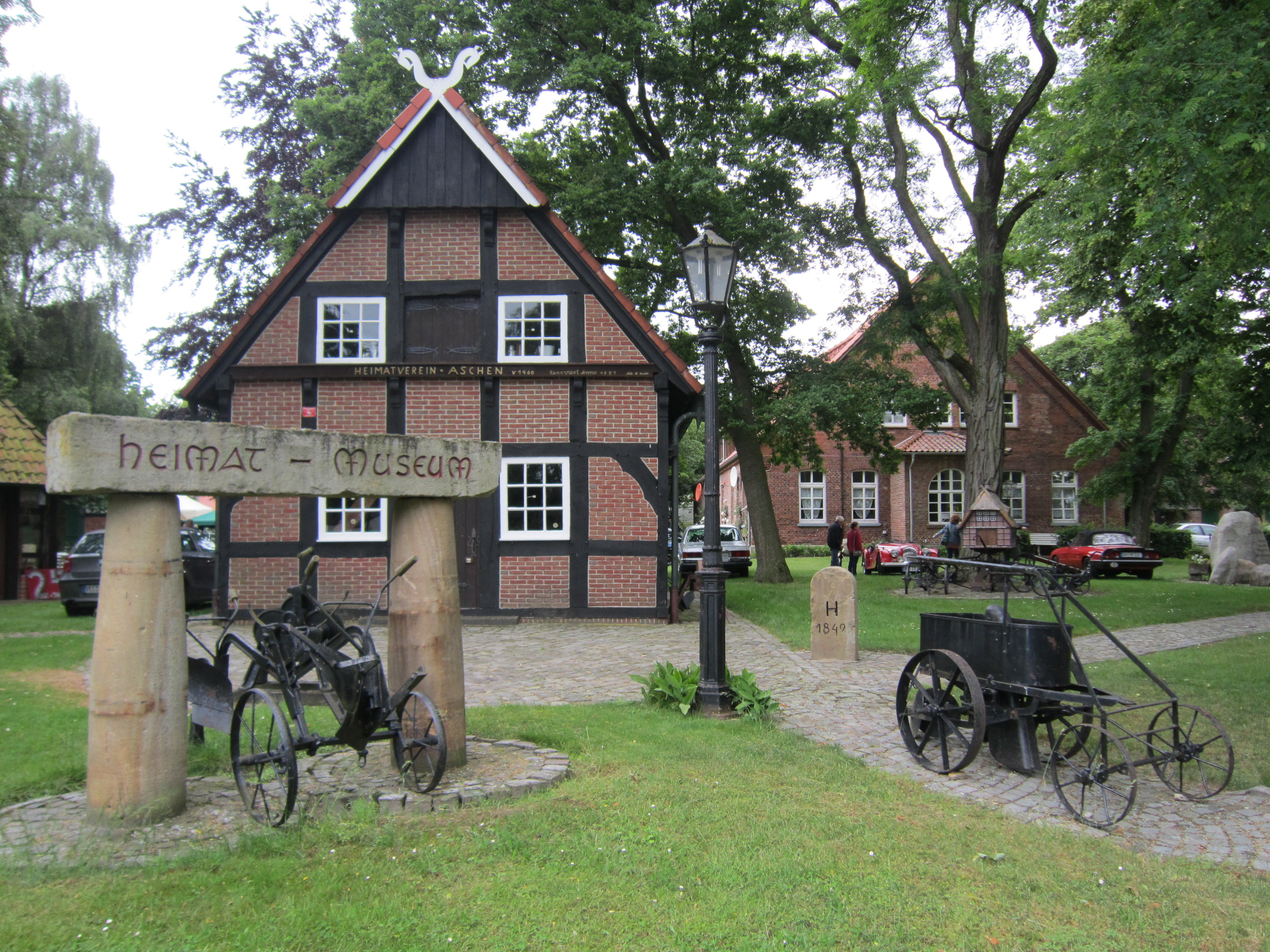
Het streekmuseum in het dorp Aschen bij een oldtimer-feest in 2014

- Bibliothèque nationale de France: cb15512131z (data)
- Gemeinsame Normdatei: 4012201-3
- International Standard Name Identifier: 0000 0004 4910 7538
- Library of Congress Control Number: n81059000
- MusicBrainz: 00540f94-7daa-493c-9425-35232a2800c3
- Nationale Bibliotheek van Tsjechië: xx0168239
- Nationale Bibliotheek van Israël: 987007564586905171
- Système universitaire de documentation: 028525469
- Virtual International Authority File: 143075857
- WorldCat: E39PBJB487wHqcJQFwv3vKP84q